# Прежгане
Прежгане (на словенски: Prežganje) е село в Словения, регион Средна Словения, община Любляна. Според Националната статистическа служба на Република Словения през 2015 г. селото има 145 жители.